# Walter Benítez
Walter Daniel Benítez (General José de San Martín, 19 januari 1993) is een Argentijns voetballer die als doelman speelt. Hij verruilde PSV in de zomer van 2025 transfervrij voor Crystal Palace. Op 26 maart 2024 debuteerde Benítez voor het Argentijns elftal.

## Carrière

### Quilmes AC
Benítez maakte zijn debuut in het professionele voetbal op 9 september 2014 voor zijn jeugdclub Quilmes in de wedstrijd tegen Rosario Central. Hij speelde in totaal 48 wedstrijden voor deze club voor hij in 2016 de overstap maakte naar OGC Nice.

### OGC Nice
Benítez maakte zijn debuut voor deze Franse club op 8 december 2016 in de met 2-1 gewonnen wedstrijd tegen FK Krasnodar. Hij stond negentig minuten tussen de lijnen. Zijn competitiedebuut maakte hij op 21 december van dat jaar tegen Girondins de Bordeaux. Door de loop der jaren wist Benítez uit te groeien tot een vaste basisspeler van Nice. Hij behoorde in het seizoen 2021/2022 tot de vijf beste keepers van de Ligue 1. Na afloop van dat seizoen verliet Benítez OGC Nice op transfervrije basis omdat hij toe was aan een nieuwe uitdaging.

### PSV
Op 21 juni 2022 tekende Benítez een contract voor drie seizoenen bij PSV. Op 30 juli debuteerde hij in de strijd om de Johan Cruijff Schaal tegen AFC Ajax met een 5-3 overwinning en een eerste hoofdprijs met de club. Op 6 augustus debuteerde hij in de competitie tegen FC Emmen. Reservekeeper Joël Drommel keepte tot aan de gewonnen finale de bekerwedstrijden voor PSV, terwijl Drommel in alle andere competities tot 42 wedstrijden. Daarin hield hij dertien keer de nul. 
In het seizoen 2023/24 werd Benítez met PSV met een behoorlijke overmacht kampioen van de Eredivisie. Over het hele seizoen wist alleen N.E.C. van PSV te winnen. Bovendien maakte Benítez zijn debuut in de Champions League, waarin PSV tot de achtste finale kwam. Hij was goed voor liefst twintig clean sheets. 
Op 9 april 2025 werd bekend dat Benítez aan het eind van het seizoen transfervrij zou vertrekken bij PSV. Op dat moment stond PSV op aanzienlijke afstand van koploper Ajax, maar op de een-na-laatste speeldag steeg PSV toch weer naar de eerste plek, waarna Benítez voor de tweede keer kampioen van Nederland werd. In totaal keepte Benítez 134 wedstrijden voor PSV. 

### Crystal Palace
Op 23 juni 2025 kondigde Crystal Palace aan dat Benítez zich vanaf 1 juli 2025 bij de selectie zou voegen. Bij Palace gaat Benítez de concurrentiestrijd aan met Dean Henderson.

## Clubstatistieken
| Seizoen                            | Club            | Competitie       | Competitie | Competitie | Beker | Beker | Internationaal | Internationaal | Totaal | Totaal |
| Seizoen                            | Club            | Competitie       | Wed.       | Dlp.       | Wed.  | Dlp.  | Wed.           | Dlp.           | Wed.   | Dlp.   |
| ---------------------------------- | --------------- | ---------------- | ---------- | ---------- | ----- | ----- | -------------- | -------------- | ------ | ------ |
| 2013/14                            | Quilmes AC      | Primera División | 6          | 0          | 0     | 0     | —              | —              | 6      | 0      |
| 2014/15                            | Quilmes AC      | Primera División | 34         | 1          | 1     | 0     | —              | —              | 35     | 0      |
| 2015/16                            | Quilmes AC      | Primera División | 7          | 0          | 0     | 0     | —              | —              | 7      | 0      |
| 2016/17                            | OGC Nice        | Ligue 1          | 3          | 0          | 2     | 0     | 1              | 0              | 6      | 0      |
| 2017/18                            | OGC Nice        | Ligue 1          | 28         | 0          | 1     | 0     | 4              | 0              | 33     | 0      |
| 2018/19                            | OGC Nice        | Ligue 1          | 35         | 0          | 3     | 0     | —              | —              | 38     | 0      |
| 2019/20                            | OGC Nice        | Ligue 1          | 26         | 0          | 3     | 0     | —              | —              | 29     | 0      |
| 2020/21                            | OGC Nice        | Ligue 1          | 38         | 0          | 2     | 0     | 5              | 0              | 45     | 0      |
| 2021/22                            | OGC Nice        | Ligue 1          | 36         | 0          | 0     | 0     | —              | —              | 36     | 0      |
| 2022/23                            | PSV             | Eredivisie       | 30         | 0          | 1     | 0     | 11             | 0              | 42     | 0      |
| 2023/24                            | PSV             | Eredivisie       | 33         | 0          | 1     | 0     | 12             | 0              | 46     | 0      |
| 2024/25                            | PSV             | Eredivisie       | 34         | 0          | 1     | 0     | 11             | 0              | 46     | 0      |
| 2025/26                            | Crystal Palace  | Premier League   | 0          | 0          | 0     | 0     | 0              | 0              | 0      | 0      |
| Carrière totaal                    | Carrière totaal | Carrière totaal  | 304        | 0          | 18    | 0     | 44             | 0              | 362    | 0      |
| Bijgewerkt tot en met 18 mei 2025. |                 |                  |            |            |       |       |                |                |        |        |

## Interlandcarrière
Benítez debuteerde op 26 maart 2024 voor Argentinië in een vriendschappelijke wedstrijd gespeeld tegen Costa Rica.
| Interlands van Walter Benítez voor Argentinië | Interlands van Walter Benítez voor Argentinië | Interlands van Walter Benítez voor Argentinië | Interlands van Walter Benítez voor Argentinië | Interlands van Walter Benítez voor Argentinië | Interlands van Walter Benítez voor Argentinië | Interlands van Walter Benítez voor Argentinië |
| №                                             | Datum                                         | Wedstrijd                                     | Uitslag                                       | Competitie                                    | Goals                                         |                                               |
| Als speler bij PSV                            | Als speler bij PSV                            | Als speler bij PSV                            | Als speler bij PSV                            | Als speler bij PSV                            | Als speler bij PSV                            | Als speler bij PSV                            |
| --------------------------------------------- | --------------------------------------------- | --------------------------------------------- | --------------------------------------------- | --------------------------------------------- | --------------------------------------------- | --------------------------------------------- |
| 1                                             | 26 maart 2024                                 | Argentinië – Costa Rica                       | 3 – 1                                         | Vriendschappelijk                             |                                               |                                               |

Bijgewerkt op 9 april 2024.

## Erelijst
| Eredivisie           | 2x | 2023/24, 2024/25 |
| KNVB Beker           | 1x | 2022/23          |
| Johan Cruijff Schaal | 2x | 2022, 2023       |